# ダニーロ・ルイス・ダ・シウバ
ダニーロ・ルイス・ダ・シウバ（Danilo Luiz da Silva、1991年7月15日 - ）は、ブラジル・ミナスジェライス州ビカス出身のサッカー選手。フラメンゴ所属。ポジションはDF(サイドバック,センターバック)。ブラジル代表。

## 経歴

### クラブ

#### サントス
2007年からブラジルのアメリカ・ミネイロのユースチームでキャリアをスタートさせ、2009年にトップチームに昇格した。2010年5月、サントスFCに移籍した。
2011年7月にFCポルトへ1300万ユーロで移籍が決定したが、サントスがFIFAクラブワールドカップに出場するため年内はサントスでプレーし、FCポルトへの合流は2012年1月以降となった。南米王者として出場したFIFAクラブワールドカップ2011では、12月14日の初戦の柏レイソル戦で直接FKを決めて勝利に貢献。しかし決勝ではFCバルセロナに0-4で敗北し準優勝に終わった。

#### ポルト
2012年1月にFCポルトに加入。1年目は目立った活躍こそなかったが、2年目から本領を発揮しポルトのリーグ三連覇に貢献した。その活躍や攻撃的なプレースタイルから”マイコンの後継者”と呼ばれる評価を得ており、クラブ側は2016年までとなっていた契約延長オファーを提示したが、本人は固辞した。

#### レアル・マドリード
2015年3月、2014-15シーズン終了後にレアル・マドリードへの移籍が決定。契約期間は6年間で、移籍金はディフェンダーとしてはクラブ史上最高額となる3150万ユーロ。期待された1年目の2015-16シーズンだったが、加入時から守備の問題を抱え、第12節のFCバルセロナとのエル・クラシコでは自身の右サイドから幾度となくチャンスを作られてホームで0-4の完敗を喫する敗因の一つとされた。その後も不安定な守備が続き、このシーズンにレアル・マドリードはリーグ戦、UEFAチャンピオンズリーグを通じて5敗を喫したが、その全試合にダニーロは出場していたため、サポーターから大いに失望を買った。
2年目の2016-17シーズンも、同じポジションのダニ・カルバハルが好調を維持していたこともあって控えとされ、さらに依然として守備の問題を改善できず、コパ・デル・レイ5回戦のセビージャFC戦と準々決勝のセルタ戦の二試合でオウンゴールを記録してしまい、ホームでブーイングを受けるなど、サポーターから激しい非難を浴びた。

#### マンチェスター・シティ
2017年7月23日、マンチェスター・シティFCと5年契約を結ぶことが発表された。

#### ユヴェントス
2019年8月7日、ユヴェントスFCはダニーロと2024年6月30日までの契約を結び、3年間に3700万ユーロを支払うことを発表した。ダニーロと入れ替わる形でマンチェスター・シティFCに移籍したジョアン・カンセロの移籍金は6500万ユーロと発表され、実質ダニーロと金銭によるトレードでカンセロの放出となった。
2023年夏、レオナルド・ボヌッチ退団後はユヴェントスFC史上初の外国人のキャプテンとなることが決定。
2025年1月28日、ユヴェントスとの契約を解除し退団が決定。

#### CRフラメンゴ
2025年1月30日、CRフラメンゴへの移籍が決定。アレックス・サンドロとはサントスFC、FCポルト、ユヴェントスFCに続いての4度目の同じ所属チームとなる。

### 代表
U-20ブラジル代表として、2011年1月に開催された南米ユース選手権に出場し1ゴールを挙げ、チームの優勝に貢献した。
2015年5月5日、コパ・アメリカ2015のブラジル代表メンバーに選出されたが、2015年6月10日にブラジルサッカー連盟から負傷によりブラジル代表メンバーを離脱することが発表された。
2022年11月7日、W杯カタール大会に向けたメンバーの1人に選ばれた。

## プレースタイル
主に右SBでプレーしているが、左SBやCBでも出場可能なユーティリティー性が持ち味。特に、2020-21シーズンにアンドレア・ピルロが用いた可変式の3バックの一角を務め、試合の中で役割が変わる複雑なシステムの鍵と評された。

## 個人成績
※2017年12月15日時点
| クラブ             | シーズン | リーグ                   | リーグ | リーグ | 州リーグ | 州リーグ | カップ | カップ | リベルタ | リベルタ | 通算 | 通算 |
| クラブ             | シーズン | リーグ                   | 出場   | 得点   | 出場     | 得点     | 出場   | 得点   | 出場     | 得点     | 出場 | 得点 |
| ------------------ | -------- | ------------------------ | ------ | ------ | -------- | -------- | ------ | ------ | -------- | -------- | ---- | ---- |
| アメリカ・ミネイロ | 2009     | セリエC                  | 8      | 0      | 2        | 0        | 0      | 0      | 0        | 0        | 10   | 2    |
| アメリカ・ミネイロ | 2010     | セリエB                  | 7      | 0      | 12       | 2        | 0      | 0      | 0        | 0        | 19   | 2    |
| サントスFC         | 2010     | セリエA                  | 26     | 4      | 0        | 0        | 0      | 0      | 0        | 0        | 26   | 4    |
| サントスFC         | 2011     | セリエA                  | 23     | 1      | 13       | 0        | 0      | 0      | 14       | 4        | 40   | 5    |
| クラブ             | シーズン | リーグ                   | リーグ | リーグ | カップ   | カップ   | その他 | その他 | 欧州CL   | 欧州CL   | 通算 | 通算 |
| クラブ             | シーズン | リーグ                   | 出場   | 得点   | 出場     | 得点     | 出場   | 得点   | 出場     | 得点     | 出場 | 得点 |
| FCポルト           | 2011-12  | プリメイラ・リーガ       | 6      | 0      | 1        | 0        | 0      | 0      | 1        | 0        | 8    | 0    |
| FCポルト           | 2012-13  | プリメイラ・リーガ       | 27     | 2      | 5        | 0        | 0      | 0      | 7        | 0        | 39   | 2    |
| FCポルト           | 2013-14  | プリメイラ・リーガ       | 28     | 4      | 3        | 0        | 6      | 0      | 6        | 0        | 43   | 4    |
| FCポルト           | 2014-15  | プリメイラ・リーガ       | 29     | 6      | 1        | 0        | 3      | 0      | 8        | 1        | 44   | 7    |
| クラブ             | シーズン | リーグ                   | リーグ | リーグ | カップ   | カップ   | その他 | その他 | 欧州CL   | 欧州CL   | 通算 | 通算 |
| クラブ             | シーズン | リーグ                   | 出場   | 得点   | 出場     | 得点     | 出場   | 得点   | 出場     | 得点     | 出場 | 得点 |
| レアル・マドリード | 2015-16  | プリメーラ・ディビシオン | 24     | 2      | 0        | 0        | 0      | 0      | 7        | 0        | 31   | 2    |
| レアル・マドリード | 2016-17  | プリメーラ・ディビシオン | 17     | 1      | 5        | 0        | 0      | 0      | 3        | 0        | 25   | 1    |

## 代表歴

### 出場大会
- ブラジル代表
  - 2018 FIFAワールドカップ
  - 2022 FIFAワールドカップ

### 試合数
- 国際Aマッチ 54試合 1得点（2011年-）[14]

| ブラジル代表 | 国際Aマッチ | 国際Aマッチ |
| 年           | 出場        | 得点        |
| ------------ | ----------- | ----------- |
| 2011         | 2           | 0           |
| 2012         | 4           | 0           |
| 2013         | 0           | 0           |
| 2014         | 5           | 0           |
| 2015         | 4           | 0           |
| 2016         | 0           | 0           |
| 2017         | 1           | 0           |
| 2018         | 6           | 0           |
| 2019         | 3           | 1           |
| 2020         | 4           | 0           |
| 2021         | 15          | 0           |
| 2022         | 5           | 0           |
| 2023         | 5           | 0           |
| 2024         |             |             |
| 通算         | 54          | 1           |

## タイトル

### クラブ
アメリカ・ミネイロ
- カンピオナート・ブラジレイロ・セリエC : 2009

サントスFC
- コパ・リベルタドーレス : 2011
- カンピオナート・パウリスタ : 2011

FCポルト
- スーペル・リーガ : 2011-12, 2012-13
- スーペルタッサ・カンディド・デ・オリベイラ : 2012, 2013

レアル・マドリード
- UEFAチャンピオンズリーグ : 2015-16, 2016-17
- UEFAスーパーカップ : 2016
- FIFAクラブワールドカップ : 2016
- プリメーラ・ディビシオン：2016-17

マンチェスター・シティFC
- プレミアリーグ : 2017-18, 2018-19
- EFLカップ : 2017-18, 2018-19
- コミュニティ・シールド : 2018, 2019
- FAカップ : 2018-19

ユヴェントスFC
- セリエA  : 2019-20
- コッパ・イタリア： 2020-21, 2023-24
- スーペルコッパ・イタリアーナ：2020

### 代表
- 南米ユース選手権 : 2011
- FIFA U-20ワールドカップ : 2011
- スーペルクラシコ・デ・ラス・アメリカス : 2011, 2014